# James Hewitt (Komponist)
James Hewitt (* 4. Juni 1770 in Dartmore, England; † 2. August 1827 in Boston, Massachusetts, USA) war ein US-amerikanischer Komponist und Geiger englischer Herkunft.

## Leben
Hewitt, der vermutlich ein Schüler von Giovanni Battista Viotti war, war Violinist am Hoforchester in London. 1792 übersiedelte er nach New York, wo er als Violinvirtuose, Opern,- und Militätkomponist hervortrat.
Sein Werk Tammany, or The Indian Chief (1794) zählt zu den ersten originär amerikanischen Opern. Daneben leitete er verschiedene Militärkapellen und war Musikverleger und Organist. Von 1812 bis 1818 wirkte er am Federal Street Theatre in Boston. Neben der Oper Tammany komponierte er noch eine komische Oper The spanish Castle or the night of the Guadalquivir (New York 1800), mehrere programmatische Ouvertüren, Bühnenmusiken, Klavierstücke, Violinduette und Lieder, einer der frühesten amerikanischen Opernschöpfer.
Auch sein Sohn John Hill Hewitt wurde als Komponist bekannt.